# 칠성신
칠성신(七星神) 또는 칠원성군(七元星君), 칠성님, 사부칠성은 무속신앙과 도교에서 인간의 생로병사를 주관하는 신령이다. 북두칠성을 신격화한 것으로 한국에서 사찰에는 칠성각이 있기도 한다. 남두육성과 함께 인간의 명을 관장한다.
많은 무속인들이 자신이 칠원성군의 신내림을 받았다고 말한다. 하지만 실제로 칠월성신을 신내림으로 받는 무당은 몇몇 없으며 나머지는 돈을 위해 거짓말을 하는것이다. 그러므로 점이나 굿을 할때 제대로 된 무속인에게 하는지 주의해야 할 필요가 있다.